# Список электростанций Кыргызстана
По данным Электроэнергетического Совета СНГ суммарная установленная мощность электростанций Кыргызстана на конец 2017 года составляла 3 892 МВт, в том числе 862 МВт — мощность тепловых электростанций, 3 030 МВт — гидроэлектростанций. В 2012 году электростанции Кыргызстана выработали суммарно 15,0 млрд кВт⋅ч электрической энергии, в том числе 1,0 млрд кВт⋅ч на ТЭС и 14,0 млрд кВт⋅ч на ГЭС. В 2024—2025 годах началась масштабная модернизация ГЭС Кыргызстана, в том числе увеличение общей мощности станций.
В списке перечисляются электростанции Кыргызстана. 
Список сортирован по видам электростанций. Установленная мощность и структура собственности электростанций приводится в соответствии с официальными годовыми отчётами генерирующих компаний Кыргызстана.
В списке приводится современное наименование электростанций, при необходимости указываются и исторические (времён СССР) наименования.

## Гидроэлектростанции
ГЭС являются базовыми генерирующими источниками страны. На 5 крупнейших ГЭС приходится ¾ установленной мощности электростанций страны. Сосредоточение генерации в центральных и южных регионах Кыргызстана (в Джалал-Абадской области), а основных потребителей на севере страны является одной из проблем местной энергетики. Электроэнергия транспортируется частично по территории Кыргызстана, а остальной переток закольцован через Узбекистан, Казахстан и Таджикистан.
В 2024—2025 годах началась масштабная модернизация ГЭС Кыргызстана, в том числе увеличение общей мощности станций.
| Название               | Собственник                           | Мощность (МВт) | Область                 | Река                  | Источники |
| ---------------------- | ------------------------------------- | -------------- | ----------------------- | --------------------- | --------- |
| Ат-Башинская ГЭС       | ОАО «Электрические станции»           | 45,7           | Нарынская область       | Ат-Баши               | ✓         |
| Таш-Кумырская ГЭС      | ОАО «Электрические станции»           | 450            | Джалал-Абадская область | Нарын                 | ✓         |
| Шамалды-Сайская ГЭС    | ОАО «Электрические станции»           | 240            | Джалал-Абадская область | Нарын                 | ✓         |
| Учкурганская ГЭС       | ОАО «Электрические станции»           | 189            | Джалал-Абадская область | Нарын                 | ✓         |
| Токтогульская ГЭС      | ОАО «Электрические станции»           | 1380           | Джалал-Абадская область | Нарын                 | ✓         |
| Курпсайская ГЭС        | ОАО «Электрические станции»           | 800            | Джалал-Абадская область | Нарын                 | ✓         |
| Кайнама ГЭС            | ООО «Кайнама ГЭС»                     | 9,6            | Джалал-Абадская область | Кара-Суу              | ✓         |
| Кок-Арт ГЭС            | ОсОО «Ала-Тоо Гидро»                  | 6,8            | Джалал-Абадская область | ?                     | ✓         |
| Быстровская ГЭС        | ОАО «Чакан ГЭС»                       | 8,7            | Чуйская область         | Чу                    | ✓         |
| Лебединовская ГЭС      | ОАО «Чакан ГЭС»                       | 7,6            | город Бишкек            | Большой Чуйский канал | ✓         |
| Аламединская ГЭС-1     | ОАО «Чакан ГЭС»                       | 2,2            | город Бишкек            | Большой Чуйский канал | ✓         |
| Аламединская ГЭС-2     | ОАО «Чакан ГЭС»                       | 2,5            | город Бишкек            | Большой Чуйский канал | ✓         |
| Аламединская ГЭС-3     | ОАО «Чакан ГЭС»                       | 2,1            | Чуйская область         | Большой Чуйский канал | ✓         |
| Аламединская ГЭС-4     | ОАО «Чакан ГЭС»                       | 2,1            | Чуйская область         | Большой Чуйский канал | ✓         |
| Аламединская ГЭС-5     | ОАО «Чакан ГЭС»                       | 6,4            | Чуйская область         | Большой Чуйский канал | ✓         |
| Аламединская ГЭС-6     | ОАО «Чакан ГЭС»                       | 6,4            | Чуйская область         | Большой Чуйский канал | ✓         |
| Малая Аламединская ГЭС | ОАО «Чакан ГЭС»                       | 0,4            | Чуйская область         | Большой Чуйский канал | ✓         |
| Камбаратинская ГЭС-2   | ОАО «Электрические станции»           | 120            | Джалал-Абадская область | Нарын                 | ✓         |
| Сокулукская ГЭС        | ОсОО «Impex Trade»                    | 2,6            | Чуйская область         | ?                     | ✓         |
| Марьям ГЭС             | ПСХК «Марьям»                         | 0,5            | Чуйская область         | Ак-Суу?               | ✓         |
| Калининская ГЭС        | ОАО «Калининская ГЭС»                 | 1,4            | Чуйская область         | ?                     | ✓         |
| Ысык-Атинская ГЭС      | ОсОО «Строительная фирма АРК»         | 1,6            | Чуйская область         | Ысык-Ата              | ✓         |
| Тегирменти ГЭС         | ОсОО «Тегирментинская ГЭС»            | 3              | Чуйская область         | Тегирменти            | ✓         |
| Конур-Олонская ГЭС     | ?                                     | 3,6            | Иссык-Кульская область  | Конур-Олон            | ✓         |
| Тонский ГЭС            | ?                                     | 3,6            | Иссык-Кульская область  | Тон                   | ✓         |
| Кок-Сайская ГЭС        | ОсОО «Кок-Сайская ГЭС»                | 3,4            | Иссык-Кульская область  | Кок-Сай               | ✓         |
| Джидалик ГЭС           | ОАО «Кадамжайский сурьмяный комбинат» | 1,4            | Баткенская область      | ?                     | ✓         |
| Найманская ГЭС         | ОсОО «Найманская ГЭС»                 | 0,6            | Ошская область          | ?                     | ✓         |
| Кыргыз Ата ГЭС         | АООТ «Саттелит-2005»                  | 0,4            | Ошская область          | ?                     | ✓         |
| Буйга ГЭС              | ?                                     | 0,4            | Ошская область          | ?                     | ✓         |
| Озгур ГЭС              | ?                                     | 0,75           | Ошская область          | ?                     | ✓         |
| Жиптик ГЭС             | АООТ «Саттелит-2005»                  | 2              | Ошская область          | ?                     | ✓         |
| Бала-Саруу ГЭС         | ОАО «Чакан ГЭС»                       | 25             | Таласская область       | Талас                 | ✓         |
| Исфайрам-1 ГЭС         | ОсОО «Ак-Буура Групп»                 | 4              | Баткенская область      | ?                     | ✓         |
| Курак-Тектир ГЭС       | ОсОО «Кара Кой Жарыгы»                | 0,6            | Ошская область          | ?                     | ✓         |

1. ↑  Строящаяся ГЭС, проектная мощность — 360 МВт.

### Строящиеся ГЭС
| №  | Название             | Установленная мощность, МВт | Область                 | Река     | Источники |
| -- | -------------------- | --------------------------- | ----------------------- | -------- | --------- |
| 1  | Камбаратинская ГЭС-1 | 1860                        | Нарынская область       | Нарын    |           |
| 2  | Куланак ГЭС          | 100                         | Нарынская область       | Нарын    | ✓         |
| 3  | Кыргыз Ата 2 ГЭС     | 37                          | Ошская область          | ?        | ✓         |
| 4  | Папан ГЭС            | 25                          | Ошская область          | Ак-Буура | ✓         |
| 5  | Орто-Токой ГЭС       | 21                          | Иссык-Кульская область  | Чу       | ✓         |
| 6  | Тар нижний ГЭС       | 19                          | Ошская область          | Тар      | ✓         |
| 7  | Кара-Кульская ГЭС    | 18                          | Джалал-Абадская область | Кара-Суу | ✓         |
| 8  | Турген Ак-Суу ГЭС    | 15                          | Иссык-Кульская область  | ?        | ✓         |
| 9  | ГЭС-3                | 11,31                       | Чуйская область         | ?        | ✓         |
| 10 | ГЭС-4                | 10,09                       | Чуйская область         | ?        | ✓         |
| 11 | Шамси ГЭС            | 10                          | Чуйская область         | ?        | ✓         |
| 12 | ГЭС Сукулук № 3      | 9,5                         | Чуйская область         | ?        | ✓         |
| 13 | ГЭС-2                | 7,17                        | Чуйская область         | ?        | ✓         |
| 14 | Жергез ГЭС           | 6,2                         | Иссык-Кульская область  | ?        | ✓         |
| 15 | Лейлек ГЭС           | 6                           | Баткенская область      | ?        | ✓         |
| 16 | Сокулукская ГЭС № 3  | 6                           | Чуйская область         | ?        | ✓         |
| 17 | Ала-Баш ГЭС          | 4,5                         | Иссык-Кульская область  | ?        | ✓         |
| 18 | ГЭС Иссык-Ата-2      | 4                           | Чуйская область         | ?        | ✓         |
| 19 | Ак-Терек ГЭС         | 4                           | Иссык-Кульская область  | ?        | ✓         |
| 20 | Туюк ГЭС             | 4                           | Чуйская область         | ?        | ✓         |
| 21 | ГЭС-1                | 3,65                        | Чуйская область         | ?        | ✓         |
| 22 | Сокулукская ГЭС № 1  | 3,5                         | Чуйская область         | ?        | ✓         |
| 23 | Авлетим ГЭС          | 2,6                         | Джалал-Абадская область | ?        | ✓         |
| 24 | Сокулукская ГЭС № 2  | 2,4                         | Чуйская область         | ?        | ✓         |
| 25 | Саркент ГЭС          | 2                           | Баткенская область      | ?        | ✓         |
| 26 | ГЭС Иссык-Ата-1      | 2                           | Чуйская область         | ?        | ✓         |
| 27 | Бултукская ГЭС       | 1,75                        | Чуйская область         | ?        | ✓         |
| 28 | Айгыр-Жал ГЭС        | 1,2                         | Джалал-Абадская область | ?        | ✓         |
| 29 | Кыштут ГЭС           | 1                           | Баткенская область      | ?        | ✓         |
| 30 | Боз-Учук ГЭС         | 0,7                         | Иссык-Кульская область  | ?        | ✓         |
| 31 | ГЭС Аманат энерго    | 0,5                         | Чуйская область         | ?        | ✓         |

## Тепловые электростанции
В Кыргызстане эксплуатируется всего 2 тепловые электростанции (теплоэлектроцентрали), расположенные в городах Бишкек и Ош. 95 % энергоносителей, включая до 50 % угля и практически полностью газообразное топливо и нефтепродукты, импортируется.
| Название       | Собственник                 | Топливо                     | Мощность, МВт | Область      | Источники |
| -------------- | --------------------------- | --------------------------- | ------------- | ------------ | --------- |
| Ошская ТЭЦ     | ОАО «Электрические станции» | мазут, природный газ        | 50            | город Ош     | ✓         |
| Бишкекская ТЭЦ | ОАО «Электрические станции» | уголь, мазут, природный газ | 812           | город Бишкек | ✓         |

Бишкекская ТЭЦ-2 была законсервирована в 1990-х на этапе строительства по причине финансово-экономических трудностей и ограничения после распада СССР поставок природного газа из-за рубежа.